# Mostafa Azizi
Pour les articles homonymes, voir Azizi.
Mostafa Azizi (persan : مصطفی عزیزی) est un écrivain, réalisateur et producteur iranien né le 20 septembre 1962 à Arak (Iran). Il a réalisé plusieurs séries télévisées qui ont connu un grand succès dans les années 2000.
En 2010, une collection d'histoires qu'il a écrite en persan est publiée en Iran sous le titre Je suis Raymond Carver. Raymond Carver, auteur américain des années 1960, est celui qui a influencé le plus Mostafa Azizi dans son œuvre . Entre 2010 et 2015, Azizi réside à Toronto où il occupe le poste de directeur du studio Alternate rêve Productions Inc.
En février 2015, à son retour du Canada où il travaillait depuis 2010, il est arrêté à Téhéran. Motif de son arrestation :  « propagande contre le régime ». Il est condamné à 8 ans de prison par le juge Abolqasem Salavati.
Après un an de détention dans la section 8 de la prison de Téhéran Evin, reconnue pour ses conditions difficiles, il bénéficie d'une amnistie et est libéré le 10 avril 2016.

## Filmographie
- 2008 : Gavsandough, série TV
- 2007 : Rahe Bipayan, série TV
- 2000 : Mosafer, série TV
- 1996-2000 : Talash, jeu TV

## Publication
- I am Raymond Carver, Ofogh (2010)[4]